# Suchý vrch (Lužické hory)
Suchý vrch je zalesněná znělcová hora o nadmořské výšce 639 m v Lužických horách na severu České republiky, asi 3,5 km vzdušnou čarou na jiho-jihozápad od nejvyšší hory Lužických hor, Luže.

## Popis hory
Hora o nadmořské výšce 639 metrů je popisována jako dvouvrcholový znělcový vrch (větší 641 m), který je zalesněný bukovými lesy. Jsou zde balvanová pole a srubové svahy. V geomorfologickém členění je vrch řazen pod Lužický hřbet (IVA-2A), jeho okrsek je buď Hvozdský hřbet (IVA-2A-b)., či podle jiných zdrojů se ujedná o okrsek Jedlovský hřbet (IVA-2A-a). Vrch je na katastru obce Naděje 618101.

## Zajímavosti v okolí
Suchý vrch leží na jih od údolí Hamerského potoka a 0,9 km jihozápadně od přehrady Naděje. Na severním úbočí Suchého vrchu je vchod do Ledové jeskyně. Pseudokrasová paledová jeskyně je nepřístupná. Směrem k jihozápadu vybíhá hřbet k Trávnickému vrchu, na kterém leží zřícenina hradu Milštejn. Po severním úpatí vrchu byla vedena jedna z linií opevnění z roku 1938 a je zde zachována řada řopíků.

## Cestovní ruch

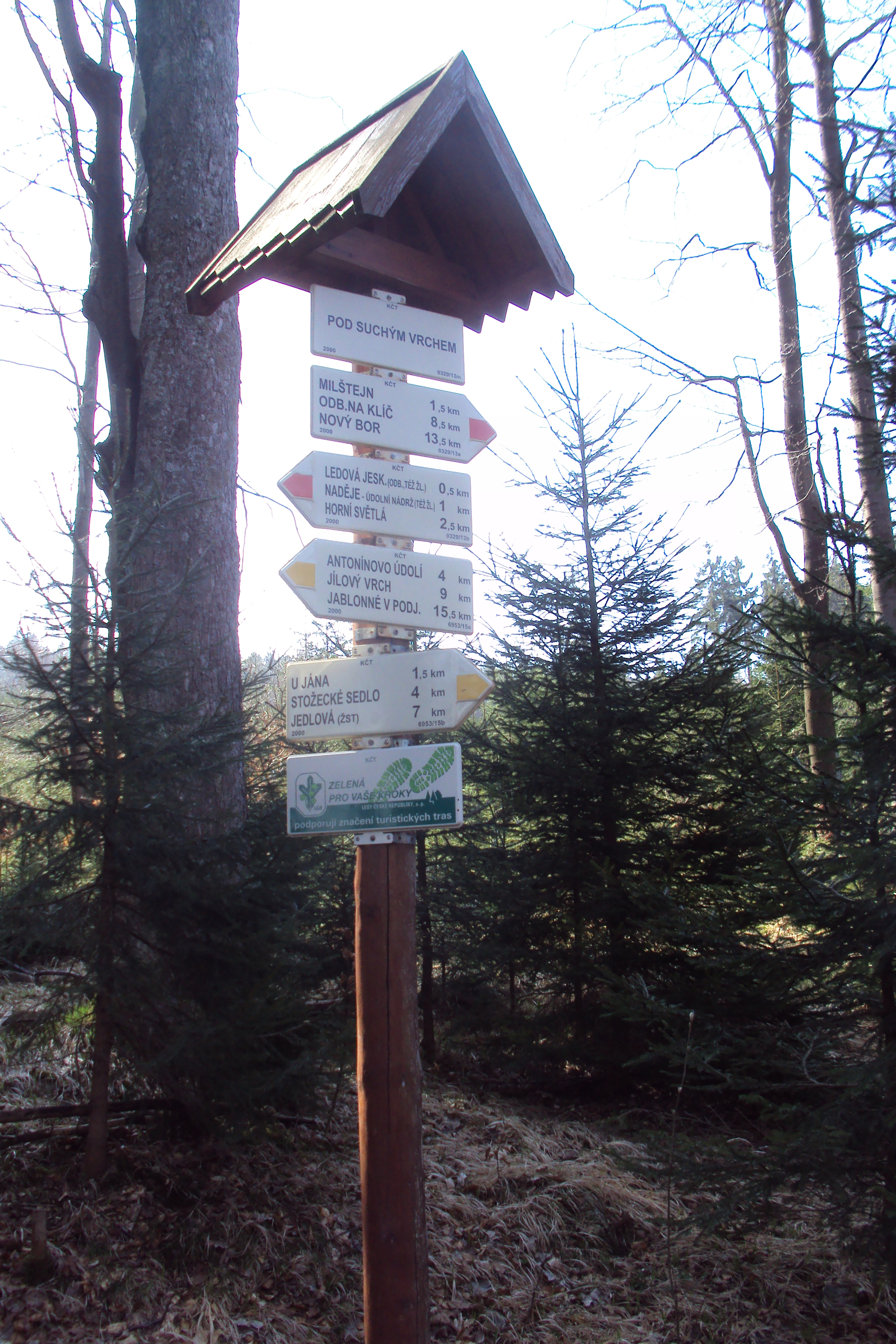
Rozcestník pod vrchem

Pod Suchým vrchem od severní strany jsou vedeny značené turistické trasy: žlutá 6953, mezinárodní červená E10 vč. úseku dříve značeného 0329 a cyklotrasa 3061.

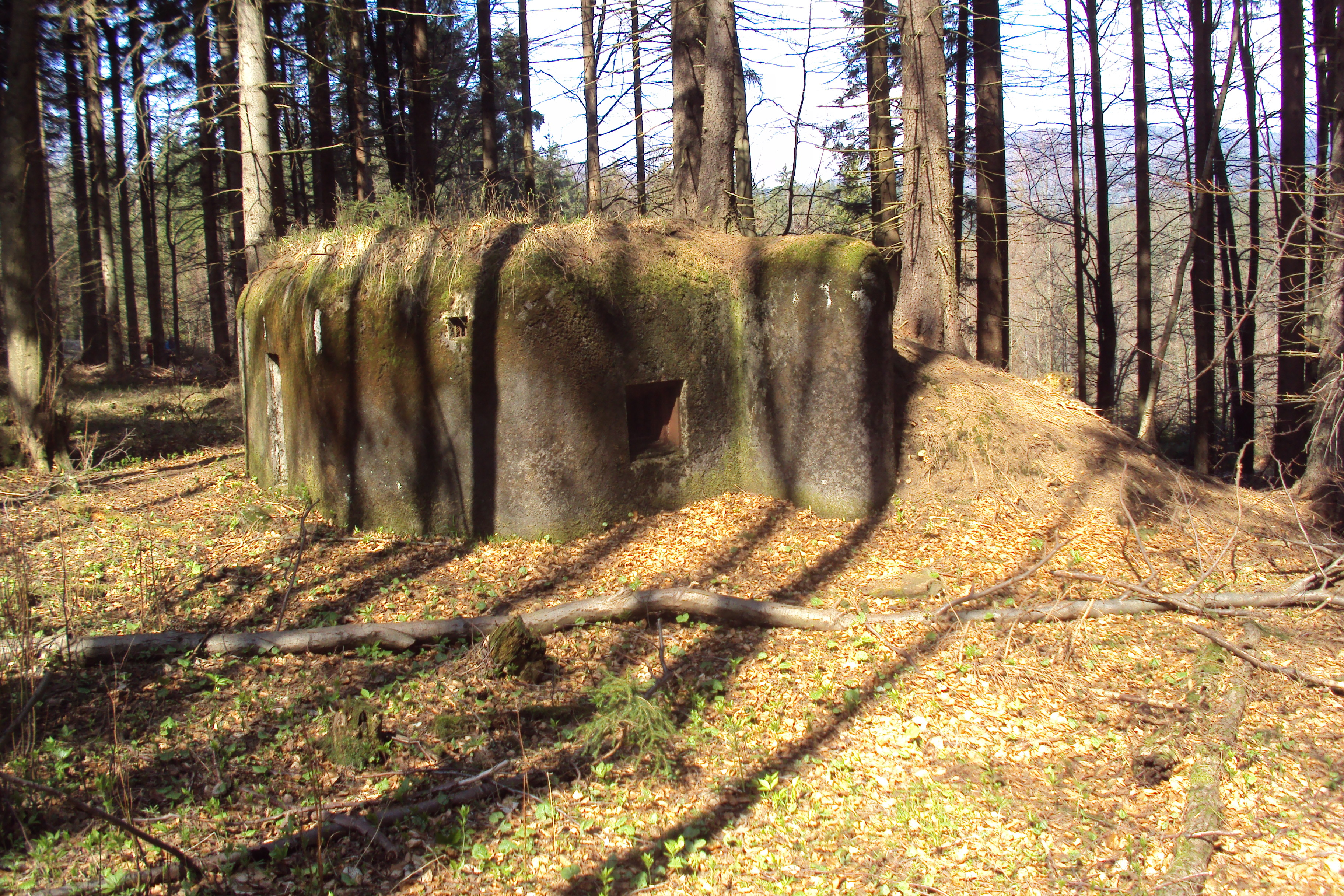
Jeden z mnoha řopíků na patě Suchého vrchu